# Fairburn (Geórgia)
Fairburn é uma cidade localizada no estado americano da Geórgia, no Condado de Fulton.

## Demografia
Segundo o censo americano de 2000, a sua população era de 5464 habitantes.
Em 2006, foi estimada uma população de 9580, um aumento de 4116 (75.3%).

## Geografia
De acordo com o United States Census Bureau tem uma área de 18,9 km², dos quais 18,8 km² cobertos por terra e 0,1 km² cobertos por água. Fairburn localiza-se a aproximadamente 291 m acima do nível do mar.

## Localidades na vizinhança
O diagrama seguinte representa as localidades num raio de 20 km ao redor de Fairburn.